# ژوزف انانگا
ژوزف انانگا (فرانسوی: Joseph Enanga‎؛ زادهٔ ۲۸ اوت ۱۹۵۸) بازیکن فوتبال اهل کامرون بود.
وی همچنین در تیم ملی فوتبال کامرون بازی کرده‌است.